# Liste des ducs de Sieradz et Łęczyca
Liste des ducs de Sieradz et Łęczyca
De 1138 à 1228, Sieradz et Łęczyca  faisaient partie du duché de Cracovie et de Sandomierz et étaient gouvernés par le duc de Cracovie (princeps ou senior).

## Ducs de Sieradz et Łęczyca
- 1228-1232 Henri Ier le Barbu (Henryk I Brodaty)
- 1232-1233 Conrad Ier de Mazovie (Konrad I Mazowiecki)
- 1234-1247 Conrad Ier de Mazovie (Konrad I Mazowiecki)
- 1247-1260 Casimir Ier de Cujavie (Kazimierz I Kujawski)
- 1260-1275 Lech II le Noir (Leszek II Czarny)
- 1275-1294 le duché est divisé en deux: Sieradz et Łęczyca (voir ci-dessous)
- 1294-1297 Ladislas Ier le Bref (Władysław I Łokietek)
- 1297-1305 Venceslas II de Bohême (Wacław II Czeski)

Après 1305, Sieradz et Łęczyca deviennent deux duchés vassaux du royaume de Pologne avant d’être incorporés sous forme de voïvodies.

## Ducs de Sieradz
- 1233-1234 Boleslas Ier de Mazovie (Bolesław I Mazowiecki)
- 1275-1288 Lech II le Noir (Leszek II Czarny)
- 1288-1294 Ladislas Ier le Bref (Władysław I Łokietek)
- 1327-1339 Przemysl d'Inowrocław (Przemysł Inowrocławski)

Après 1305, le duché de Sieradz devient vassal du royaume de Pologne, avant d’y être incorporé en 1339 par Casimir III le Grand en tant que voïvodie.

## Ducs de Łęczyca
- 1233-1234 Conrad Ier de Mazovie (Konrad I Mazowiecki)
- 1275-1294 Casimir II de Łęczyca (Kazimierz II)
- 1327/1328-1328 Ladislas le Bossu (Władysław Garbaty) et Boleslas de Dobrzyń (Bolesław Dobrzyński)
- 1329-1343 Ladislas le Bossu (Władysław Garbaty)

Après 1305, le duché de Łęczyca devient vassal du royaume de Pologne, avant d’y être incorporé en 1343 par Casimir III le Grand en tant que voïvodie.

## Mise en garde
Certaines dates sont approximatives.